# Compsophorus rufus
Compsophorus rufus là một loài tò vò trong họ Ichneumonidae.